# Caroní
Caroní (španělsky Río Caroní) je řeka ve Venezuele (stát Bolívar) v Jižní Americe, pravý přítok Orinoka. Je 892 km dlouhá. Povodí má rozlohu 85 000 km².

## Průběh toku
Pramení a protéká územím Guyanské vysočiny. Na svém toku vytváří četné peřeje a vodopády.

### Větší přítoky
- zleva – Paragua

## Vodní režim
Vyšší vodní stavy jsou od dubna do října. Průměrný roční průtok je přibližně 4 600 m³/s.

## Využití
Lodní doprava možná téměř v délce 100 km od ústí. Na řece byla vybudována soustava vodních elektráren (Guri).